# بول ديكوف
بول ديكوف (بالإنجليزية: Paul Dickov)‏، من مواليد 1 نوفمبر 1972 في غلاسكو في اسكتلندا، لاعب كرة قدم اسكتلندي.
بدأ مسيرته الكروية مع نادي آرسنال في عام 1990، ولعب معهم حتى عام 1996، وشارك معهم في 22 مباراة وسجل 4 أهداف، وفي عام 1993 أعير إلى نادي لوتون تاون، ولعب معهم 15 مباراة وسجل هدف واحد، وفي عام 1994 أعير إلى نادي برايتون، ولعب معهم 8 مباريات وسجل 5 أهداف، وفي عام 1996 انتقل إلى نادي مانشستر سيتي، ولعب معهم حتى عام 2002، وشارك معهم في 158 مباراة وسجل 35 هدف، وفي عام 2002 انتقل إلى نادي ليستر سيتي، ولعب معهم حتى عام 2004، وشارك معهم في 89 مباراة وسجل 32 هدف، وفي عام 2004 انتقل إلى نادي بلاكبيرن روفرز، ولعب معهم حتى عام 2006، وشارك معهم في 50 مباراة وسجل 14 هدف، ومنذ عام 2006 وهو يلعب مع نادي مانشستر سيتي.
و قد بدأ باللعب مع منتخب اسكتلندا لكرة القدم في عام 2001.

## روابط خارجية
- بول ديكوف على موقع الاتحاد الدولي (مؤرشف)  (الإنجليزية)
- بول ديكوف على موقع الاتحاد الأوربي (الإنجليزية)
- بول ديكوف على موقع قاعدة بيانات كرة القدم.إي يو (الإنجليزية)
- بول ديكوف على موقع ناشيونال فوتبول تيمز (الإنجليزية)
- بول ديكوف على موقع Soccerbase.com (لاعب) (الإنجليزية)
- بول ديكوف على موقع Soccerbase.com (مدرب) (الإنجليزية)
- بول ديكوف على موقع عالم كرة القدم.نت (الإنجليزية)
- بول ديكوف على موقع كووورة